# إليجاه بيرس
إليجاه بيرس (بالإنجليزية: Elijah Pierce) هو رسام أمريكي، ولد في 1892 في بلادوين في الولايات المتحدة، وتوفي في 7 مايو 1984 في كولومبوس في الولايات المتحدة.